# Abell 2029
Abell 2029 is een grote cluster van sterrenstelsels gelegen op 1,07 miljard lichtjaren afstand in het sterrenbeeld Maagd. Het centrale sterrenstelsel IC 1101 (een cD-stelsel) is met een geschatte doorsnede van 5,6 tot 6 miljoen lichtjaren tot op heden het grootst bekende sterrenstelsel van het Heelal. De cluster is ongeveer 80 keer zo groot als het Melkwegstelsel dat 100.000 lichtjaren meet. De hoeveelheid uitgestraald licht is ongeveer 2 biljoen keer zo groot als onze Zon.